# テレーゼ・フォン・ザクセン＝ヒルトブルクハウゼン
テレーゼ・シャルロッテ・ルイーゼ・フォン・ザクセン＝ヒルトブルクハウゼン（Therese Charotte Luise von Sachsen-Hildburghausen, 1792年7月8日 - 1854年10月26日）は、バイエルン国王ルートヴィヒ1世の王妃。

## 生涯
ザクセン＝ヒルトブルクハウゼン公（のちザクセン＝アルテンブルク公）フリードリヒと妃シャルロッテ（メクレンブルク＝シュトレーリッツ公カール2世の娘）の娘としてゼイディンクシュタット城（現在のテューリンゲン州ヒルトブルクハウゼン郡）で生まれた。
1810年、バイエルン王太子ルートヴィヒと結婚した。挙式はオクトーバーフェストの初めに行われた。
夫の絶え間ない女性関係に悩まされたものの、テレーゼは王を甘やかして好き放題にさせていた。しかし、彼女は王の愛妾らと交際することは断固拒絶した。ルートヴィヒは生涯を通じて何度も旅行に出かけてミュンヘンを不在にしたが、しばしば王の代理を務めたのはテレーゼだった。

## 子女
- マクシミリアン2世（1811年 - 1864年） - バイエルン国王
- マティルデ・カロリーネ（1813年 - 1862年） - ヘッセン大公ルートヴィヒ3世妃
- オットー（1815年 - 1867年） - ギリシャ王オソン1世
- テオデリンデ（1816年 - 1817年）
- ルイトポルト（1821年 - 1912年） - バイエルン摂政
- アデルグンデ（1823年 - 1914年） - モデナ公フランチェスコ5世妃
- ヒルデガルト（1825年 - 1864年） - テシェン公アルブレヒト妃
- アレクサンドラ（1826年 - 1875年）
- アーダルベルト（1828年 - 1875年）

| テレーゼ・フォン・ザクセン＝ヒルトブルクハウゼン ヴェッティン家 1792年7月8日 - 1854年10月26日 |                                               |                                 |
| ドイツの君主                                                                                  |                                               |                                 |
| 先代 カロリーネ・フォン・バーデン                                                             | バイエルン王妃 1825年10月13日 – 1848年3月20日 | 次代 マリー・フォン・プロイセン |